# Ursula Schneider Schüttel
Ursula Schneider Schüttel, née le 26 novembre 1961 à Berne (originaire du même lieu et de Frutigen) est une personnalité politique suisse, membre du parti socialiste. 
Elle est députée du canton de Fribourg au Conseil national de mai 2012 à novembre 2015, puis à nouveau depuis février 2017. Elle préside la Commission fédérale contre le racisme depuis 2024.

## Biographie
Ursula Schneider Schüttel naît le 26 novembre 1961 à Berne. Elle est originaire du même lieu et d'une autre commune du même canton, Frutigen.
Elle étudie à l’Université de Berne en faculté de droit, et obtient par la suite son brevet d’avocate en 1987. De 1988 à 1990, elle travaille au canton de Berne.
À partir de 1992, elle rejoint le service juridique du Département fédéral de l'environnement, des transports, de l'énergie et de la communication.
En 2000, elle est nommée juge à la commission fédéral de recours CEATE (instance précédant le  Tribunal administratif fédéral). Ensuite, en 2002, elle quitte la justice fédérale pour ouvrir sa propre étude d'avocate.
En 2014, elle entre au comité central de Pro Natura, dont elle devient la présidente en 2018.
Elle est mariée et mère de deux fils. Elle habite à Morat.

## Parcours politique
Ursula Schneider Schüttel est élue au conseil communal de Morat en 2001 et en est vice-syndique[Depuis quand ?].
De 2010 à 2012, elle est membre du Grand Conseil du canton de Fribourg.
En 2011, elle se présente aux élections fédérales pour le Conseil national, mais n’est pas élue. Arrivée derrière le dernier élu de son parti, elle accède à la chambre basse du Parlement le 29 mai 2012 lorsque Christian Levrat remplace Alain Berset au Conseil des États. Elle rejoint la Commission des affaires juridiques (CAJ).
Lors des élections fédérales de 2015, elle ne parvient pas à être réélue. Elle se représente alors aux élections du Grand Conseil et y obtient un siège. Elle devient dans le même temps vice-présidente du parti socialiste cantonal.
Lorsque Jean-François Steiert démissionne après son accession au Conseil d’État fribourgeois, elle réintègre le Conseil national, le 27 février 2017. Elle rejoint à nouveau la CAJ et, au surplus, la Commission des finances (CdF). Elle n'est pas réélue en octobre 2023, perdant son siège au profit de l'UDC Nicolas Kolly.
Elle préside la Commission fédérale contre le racisme depuis 2024. 